# اوتو برونفلس
اوتو برونفلس (زاده ۱۴۸۸ – درگذشته ۲۳ نوامبر ۱۵۳۴) الهیات‌دان و گیاه‌شناس آلمانی بود. کارل لینه نام او را در لیست «پدران گیاه‌شناسی» آورده است.